# Afrikaspiele 2019/Leichtathletik – Diskuswurf der Frauen
Der Diskuswurf der Frauen bei den Afrikaspielen 2019 fand am 29. August im Stade Moulay Abdallah in Rabat statt.
Zehn Diskuswerferinnen aus sieben Ländern nahmen an dem Wettbewerb teil. Die Goldmedaille gewann Chioma Onyekwere mit 59,91 m, was auch ein neuer Rekord der Afrikaspiele war. Silber ging an Yolandi Stander mit 57,75 m und die Bronzemedaille gewann Ischke Senekal mit 53,95 m.

## Rekorde
| Weltrekord        | Gabriele Reinsch | 76,80 m | Neubrandenburg, Deutsche Demokratische Republik | 9. Juli 1988  |
| Rekord der Spiele | Elizna Naudé     | 58,40 m | Afrikaspiele in Algier, Algerien                | 21. Juli 2007 |

## Ergebnis
29. August 2019, 17:10 Uhr
| Platz | Athletin             | Land      | 1. Versuch | 2. Versuch | 3. Versuch | 4. Versuch                                  | 5. Versuch                                  | 6. Versuch                                  | Weite (m) |
| ----- | -------------------- | --------- | ---------- | ---------- | ---------- | ------------------------------------------- | ------------------------------------------- | ------------------------------------------- | --------- |
|       | Chioma Onyekwere     | Nigeria   | 54,56      | 55,06      | x          | x                                           | 59,91                                       | 53,24                                       | 59,91 GR  |
|       | Yolandi Stander      | Südafrika | 53,65      | 57,75      | 55,99      | 54,37                                       | 55,81                                       | x                                           | 57,75     |
|       | Ischke Senekal       | Südafrika | 51,74      | 52,02      | 51,73      | 50,18                                       | x                                           | 53,95                                       | 53,95     |
| 4     | Ashley Ifeoma Anumba | Nigeria   | 53,31      | x          | 50,15      | 53,29                                       | x                                           | 53,45                                       | 53,45     |
| 5     | Princess Kara        | Nigeria   | 49,42      | 47,67      | 48,11      | 47,30                                       | 48,63                                       | 49,85                                       | 49,85     |
| 6     | Roselyn Rakamba      | Kenia     | 46,81      | x          | x          | x                                           | 45,62                                       | 48,40                                       | 48,40     |
| 7     | Amira Sayed          | Ägypten   | 42,92      | 47,13      | 47,02      | 45,11                                       | 46,77                                       | 45,36                                       | 47,13     |
| 8     | Dhouibi Rawand       | Tunesien  | 40,79      | 43,03      | 37,58      | 42,72                                       | 43,81                                       | 42,61                                       | 43,81     |
| 9     | Merhawit Tshaye      | Äthiopien | 41,34      | x          | 41,55      | nicht im Finale der besten acht Werferinnen | nicht im Finale der besten acht Werferinnen | nicht im Finale der besten acht Werferinnen | 41,55     |
|       | Emilie Dia           | Mali      | x          | x          | x          | nicht im Finale der besten acht Werferinnen | nicht im Finale der besten acht Werferinnen | nicht im Finale der besten acht Werferinnen | NM        |
|       | Zurga Usman          | Äthiopien |            |            |            | nicht im Finale der besten acht Werferinnen | nicht im Finale der besten acht Werferinnen | nicht im Finale der besten acht Werferinnen | DNS       |
|       | Abdessalem Ayouni    | Tunesien  |            |            |            | nicht im Finale der besten acht Werferinnen | nicht im Finale der besten acht Werferinnen | nicht im Finale der besten acht Werferinnen | DNS       |